# Biłocerkiwka (obwód połtawski)
Biłocerkiwka (ukr. Білоцерківка) – wieś na Ukrainie, w obwodzie połtawskim, w rejonie mirhorodzkim, siedziba hromady. W 2001 liczyła 699 mieszkańców.